# آمال سالم
آمال سالم (27 أكتوبر 1924 - 12 مايو 2010) هي ممثلة مصرية.

## حياتها ونشأتها
ولدت بالقاهرة 27 أكتوبر 1924، وهي والدة الممثلة سوسن بدر.

## مسيرتها
- بدأت مسيرتها الفنية في عام 1954 بدور صغير في فيلم الجريمة والعقاب.[6]
- بدأت الاحتراف الحقيقي في عالم الفن بدأ من عام 1970 بمشاركتها في مسلسل على باب زويلة.[7]
- تألقت في الأعمال التليفزيونية الدرامية أكثر من أفلام السينما[8]، إذ ظلت تقدم المسلسلات منذ ذلك الوقت وحتى أوائل الثمانينيات[9]، ومن أشهر المسلسلات، التي شاركت بها في تلك الفترة كانت طوفان بلا نهاية ومبروك جالك ولد والفتوحات الإسلامية.[10]
- رغم ظهورها في مشهد صغير بمسرحية ريا وسكينة عام 1983[11]، تألقت في دورها الخالة أمونة زوجة والد الفتاتين ريا وسكينة[12]، اللتين هربتا من منزلهما خوفاً من تزويجهما غصباً بمساعدة الخالة أمونة.[13]
- ادي نجاحها في دور الخالة أمونة في طلبات عدة إليها في عالم السينما[14]، وعادت إليها بعد فترة طويلة نتيجة مرض الزهايمر، من خلال فيلم يا ما أنت كريم يا رب.[15]
- شاركت بعده في فيلم بحر الأوهام عام 1984 وهو الفيلم الذي جمعها بابنتها الممثلة الصاعدة وقتها سوسن بدر.[16]
- كانت آخر أعمالها مع نهـاية الثمانينيات وأول التسعينيات، حيث اختتمت مسيرتها الفنية بمسلسل المنزل الخلفي[17]، نتيجة الإصابة بمرض الزهايمر.[18]

## مرضها ووفاتها
إصابة بمرض الزهايمر سنة 1984، الأمر الذي دفع أولادها لضغط عليها للاعتزال الفني والتفرغ لمرحلة العلاج، لأنه في ذلك الوقت كان مرض الزهايمر غير معروف، حتي توفيت في 12 مايو 2010.